# 麗虹玉
麗虹玉（學名：Lithops dorotheae）是番杏科生石花屬下的一種植物。灰綠或略帶紅色的顏色，頂面有深褐色的花紋，圓潤的葉片直立生長，容易群生。秋季開出黃色的花朵。